# 鈴木翔登
鈴木 翔登（すずき しょうと、1992年10月16日 - ）は、埼玉県出身のプロサッカー選手。ポジションは、ディフェンダー(DF)。

## 経歴
埼玉県出身のディフェンダーで、センターバックと左サイドバックをこなす。
テクニックこそないが、『気持ちくん』の愛称のように、激しい守備と声出しなど気持ちがこもったプレーを持ち味としている。
大学4年時には流通経済大学のインカレ初優勝に貢献し、大会最優秀選手に輝いた。
2015年1月6日、ロアッソ熊本への新加入が発表された。2015年は当初は控えだったが、シーズン中盤にレギュラーを奪取し主力の座を得た。
2016年は植田龍仁朗や薗田淳、小谷祐喜の加入で主力の座を失い、計10試合の出場にとどまった。翌年1年間、ギラヴァンツ北九州へ期限付き移籍したが、出場は6試合に終わった。シーズン終了後に熊本に復帰となった。
2018年シーズンは出番は限られ、足元の技術を求める監督のサッカースタイルに適応することが難しかった。その中でもプロ初ゴールを決めるなどの活躍を見せた。
2019年シーズンはコーチングができるという事から監督によってキャプテンに任命され、センターバックで主力として出場した。
2020年シーズンは開幕当初は出番を掴んだが、酒井崇一にポジションを奪われる形で、ベンチ入りすらならない状況となり、同シーズンをもって契約満了で退団した。
2021年1月7日、カターレ富山への完全移籍が発表された。シーズン終了後、契約満了により退団した。
2021年12月27日、福島ユナイテッドFCへの完全移籍が発表された。しかし、J3リーグ戦、天皇杯本戦ともに控えに入る機会はあったものの出場はなく、天皇杯県予選を兼ねた福島県サッカー選手権大会準決勝対東日本国際大学戦の出場のみにとどまり、2022年6月23日、本人の申し出により契約を解除し、同月末をもって現役を引退することとなった。
2022年12月7日、JFLのクリアソン新宿に加入し、現役復帰。

## 所属クラブ
- 川越福原SC
- 坂戸DIPLOMATS
- 流通経済大学付属柏高等学校
- 流通経済大学
- 2015年 - 2020年  ロアッソ熊本
  - 2017年  ギラヴァンツ北九州 (期限付き移籍)
- 2021年  カターレ富山
- 2022年 - 同年6月  福島ユナイテッドFC
- 2023年 -  クリアソン新宿

## 個人成績
| 国内大会個人成績 | 国内大会個人成績 | 国内大会個人成績 | 国内大会個人成績 | 国内大会個人成績 | 国内大会個人成績 | 国内大会個人成績 | 国内大会個人成績 | 国内大会個人成績 | 国内大会個人成績 | 国内大会個人成績 | 国内大会個人成績 |
| 年度             | クラブ           | 背番号           | リーグ           | リーグ戦         | リーグ戦         | リーグ杯         | リーグ杯         | オープン杯       | オープン杯       | 期間通算         | 期間通算         |
| 年度             | クラブ           | 背番号           | リーグ           | 出場             | 得点             | 出場             | 得点             | 出場             | 得点             | 出場             | 得点             |
| 日本             | 日本             | 日本             | 日本             | リーグ戦         | リーグ戦         | リーグ杯         | リーグ杯         | 天皇杯           | 天皇杯           | 期間通算         | 期間通算         |
| ---------------- | ---------------- | ---------------- | ---------------- | ---------------- | ---------------- | ---------------- | ---------------- | ---------------- | ---------------- | ---------------- | ---------------- |
| 2015             | 熊本             | 3                | J2               | 23               | 0                | -                | -                | 2                | 0                | 25               | 0                |
| 2016             | 熊本             | 3                | J2               | 8                | 0                | -                | -                | 2                | 0                | 10               | 0                |
| 2017             | 北九州           | 4                | J3               | 6                | 0                | -                | -                | 2                | 0                | 8                | 0                |
| 2018             | 熊本             | 39               | J2               | 16               | 2                | -                | -                | 1                | 0                | 17               | 2                |
| 2019             | 熊本             | 39               | J3               | 33               | 1                | -                | -                | 1                | 0                | 34               | 1                |
| 2020             | 熊本             | 39               | J3               | 3                | 0                | -                | -                | -                | -                | 3                | 0                |
| 2021             | 富山             | 39               | J3               | 2                | 0                | -                | -                | 2                | 2                | 4                | 2                |
| 2022             | 福島             | 39               | J3               | 0                | 0                | -                | -                | 0                | 0                | 0                | 0                |
| 2023             | 新宿             | 39               | JFL              | 24               | 0                | -                | -                | 0                | 0                | 24               | 0                |
| 2024             | 新宿             | 39               | JFL              | 4                | 0                | -                | -                | -                | -                | 4                | 0                |
| 2025             | 新宿             | 39               | JFL              |                  |                  | -                | -                |                  |                  |                  |                  |
| 通算             | 日本             | 日本             | J2               | 47               | 2                | -                | -                | 5                | 0                | 52               | 2                |
| 通算             | 日本             | 日本             | J3               | 44               | 1                | -                | -                | 5                | 2                | 49               | 3                |
| 通算             | 日本             | 日本             | JFL              | 28               | 0                | -                | -                | 0                | 0                | 28               | 0                |
| 総通算           | 総通算           | 総通算           | 総通算           | 119              | 3                | 0                | 0                | 10               | 2                | 129              | 5                |

- その他：KFA 第23回熊本県サッカー選手権大会 (2019.5.12) 1試合0得点